# Stammheim
Stammheim, el proceso (Stamheim en alemán o alternativamente Stammheim - Die Baader-Meinhof-Gruppe von Gericht) es una película de juicios germano-occidental de 1986 dirigida por Reinhard Hauff y con guion de Stefan Aust, sobre el proceso judicial contra diversos miembros de la Fracción del Ejército Rojo y la sospechosa muerte en custodia de los acusados en la Prisión de Stammheim.

## Argumento
La película describe el transcurso del juicio más importante de la historia alemana de posguerra, que se realizó en el distrito de Stammheim, Stuttgart, entre 1975 y 1977. Los procesados (Ulrike Meinhof, Andreas Baader, Gudrun Ensslin y Jan-Carl Raspe) forman parte de los cuadros dirigentes de la organización armada antiimperialista Fracción del Ejército Rojo, también conocida por el acrónimo en alemán «RAF» o por la opinión pública como «Grupo Baader-Meinhof». A lo largo de la reclusión preventiva en prisión, los procesados van perdiendo la vida y la obra deja, a la libre interpretación del público, la posibilidad que los tres últimos acusados se hubieran suicidado por sus convicciones o que hubiesen sido asesinados por las autoridades federales.

## Reparto
- Ulrich Pleitgen como Juez principal[2]
- Ulrich Tukur como Andreas Baader
- Therese Affolter como Ulrike Meinhof
- Sabine Wegner como Gudrun Ensslin
- Hans Kremer como Jan-Carl Raspe

## Crítica
Cuando la película está en marcha, se abren las mazmorras del deseo de olvidarse. Con una forma cambiada, pero aún reconocible, los personajes de hace diez años vuelven al búnker (reconstruido) de la corte de Stammheim para librar de nuevo su batalla en este limbo gris de hormigón, como guerreros encantados de la leyenda. La agonizante disputa de odio vuelve a aparecer entre los enemigos de la República Federal y los funcionarios del Estado con túnica negra y roja. Pero lo que en aquella época, en realidad, parecía remoto e irreal, ahora, en la película, gana una cercanía y autenticidad opresivas.
Wilhelm BittorfDer Spiegel

La película te lleva gradualmente al infierno de Stammheim y, después de la resistencia inicial, aceptas que os cuatro actores apasionados y talentosos que encarnan a Andreas Baader, Ulrike Meinhof, Gudrun Ensslin y Jan-Carl Raspe son el foco. El proceso en que, como en un duelo entre generaciones, entre bates y pantalones tejanos, ofrecen contra el tribunal actúa como un intercambio ocioso y de golpes sin sentido. Eso aumenta su crueldad. El razonamiento solo tiene sentido para los privilegiados. Los que no esten familiarizados ni con el lenguaje Baader-Meinhof ni con el lenguaje de los abogados a veces querrán débilmente poderse tapar las orejas.
Siegfried SchoberDie Zeit

Basado en protocolos auténticos y renunciando a cualquier accesorio dramatúrgico, la puesta en escena se limita deliberadamente a la recitación textual, sin iluminar los antecedentes políticos y sociales del caso. El ascetismo voluntario de Hauff deja muchas preguntas sin respuesta pero permite conocer ideas opresivas sobre el interior de un aparato judicial que se ve desbordado por la explosividad política de la cuestión y las debilidades que muestra. Aunque en ningún caso es eufemístico en los retratos de los acusados, la película hace una importante contribución a la comprensión de la violencia de motivación política y provoca un examen renovado de un tabú, un capítulo todavía no resuelto de la historia alemana.
Lexikon des internationalen Films

## Palmarés cinematográfico
Festival Internacional de Cine de Berlín
| Categoría                      | Resultado |
| ------------------------------ | --------- |
| Oso de Oro a la mejor película | Ganadora  |